# Långholmskanalen

Långholmskanalen är ett vattenområde mellan Långholmen och Reimersholme i Stockholm. 
| Långholmskanalen sedd västerut från samma ställe på 1890-talet och i oktober 2009. |  | Långholmskanalen sedd västerut från samma ställe på 1890-talet och i oktober 2009. |
| Långholmskanalen sedd västerut från samma ställe på 1890-talet och i oktober 2009. |  |                                                                                    |

Området begränsas i öster av Långholmsbron, där tar Pålsundet vid. Den västra begränsningen är en tänkt linje mellan Reimersholmes och Långholmens västra udde. På äldre kartor till långt in på 1900-talet kallades vattenområdet även "Långholmsviken", exempelvis Tillæus karta från 1733 anger Lång Holms Wÿken. 
Vid vikens södra sida låg Stockholms Yllefabrik mellan 1860-talet och 1934, då den gick i konkurs. Fabriksområdet förvärvades 1939 av Hyresgästernas sparkasse- och byggnadsförening (HSB) som där uppförde ett uppmärksammat bostadsområde vars första etapp invigdes under festliga former på sommaren 1944 (se Flaskan och Räkenholmen). Här sträcker sig Anders Reimers väg. Långholmskanalens sida mot Långholmen kännetecknas av båtklubbar och liggplatser för fritidsbåtar.
I Stockholms läns författningssamling från 1997 "Om ändring i föreskrifterna för sjötrafik i Stockholms län" anges "Långholmsviken". Medan Stockholms registerkarta från 1984 anger "Långholmskanalen".